# 南予歴史文化道
南予歴史文化道（なんよれきしぶんかどう）は、四国歴史文化道に指定されている愛媛県の観光モデル地域。内子町と大洲市と西予市と宇和島市が対象。テーマは「城下町と伊達文化の里」。

## 名所
| 名所                 | 位置               | 語り部                     | 語り部案内料 | 備考 |
| -------------------- | ------------------ | -------------------------- | ------------ | --- |
| 八日市護国の町並み   | 喜多郡内子町内子   | 内子町町並みガイドの会会員 | 無料         | 重要伝統的建造物群保存地区。本芳我家、上芳我家、大村家は国の重要文化財。                                                   |
| 内子座               | 喜多郡内子町内子   |                            |              | 大正5年に建てられた歌舞伎劇場、650人が収容できる。                                                                         |
| 麟鳳閣               | 大洲市新谷         |                            |              | 大洲藩の分家、新谷藩が謁見や評議に使用した建物。                                                                           |
| 如法寺               | 大洲市柚木         |                            |              | 冨士山中腹にある盤珪国師が開いた寺。                                                                                       |
| 明治の街並み         | 大洲市大洲         | 大洲ガイドの会会員         | 有料         | 江戸末期から明治にかけての面影を残す町並みで、NHKドラマのロケ地となったおはなはん通りがあります。                          |
| 臥龍山荘             | 大洲市大洲         | おおず町並みガイドの会     | 有料         | 桂離宮の様式に習った母屋や庵の建築物と大洲富士などを借景とする庭園からなる。                                               |
| 大洲城               | 大洲市大洲         | 大洲ガイドの会会員         | 有料         | 古写真や天守雛形と呼ばれる模型などの豊富な資料をもとに平成16年に木造で復元された。                                         |
| 宇和米博物館         | 西予市宇和町卯之町 | 米博物館職員               | 無料         | 宇和米で有名な町にある米作りの歴史、工程、技術などを紹介するものです。                                                     |
| 申義堂・開明学校     | 西予市卯之町       | 開明学校職員               | 無料         | 申義堂は開明学校が建てられるまで学校として使用されていた。開明学校は、明治に建てられ現存する西日本最古級の校舎建築の建物。 |
| 愛媛県歴史文化博物館 | 西予市宇和町       | 博物館職員                 | 無料         | 各時代の建物を原寸大で復元している愛媛県の歴史を紹介する博物館。                                                           |
| 国安の郷             | 宇和島市吉田和町   | 国安の郷職員               | 無料         | 吉田藩の町並みを再現したもので、武家屋敷、商家、農家、漁気など16棟が建っている。                                           |
| 和霊神社             | 宇和島市和霊町     |                            |              | 山家清兵衛公頼を祭った神社。7月の大祭は、御輿や牛鬼が練り歩く宇和島を代表する祭り。                                        |
| 闘牛                 | 宇和島市和霊町     |                            |              | 古い歴史をもつこの地域の特色ある行事。                                                                                     |
| 宇和島城             | 宇和島市丸の内     |                            |              | 伊達10万石の居城。 |
| 辰野川流域の寺町風景 | 宇和島市大宮町     |                            |              | 辰野川流域には、いくつもの寺院があり寺町の風情がある。                                                                     |
| 宇和島市立伊達博物館 | 宇和島市大宮町     | 博物館学芸員等             | 無料         | 伊達家ゆかりの品々を展示する博物館。                                                                                       |
| 天赦園               | 宇和島市大宮町     |                            |              | 宇和島伊達家7代の伊達宗紀が隠居所として造った大名庭園。                                                                    |